# Klep, klep i šareno jaje
Klep, klep i šareno jaje (Etnografski motivi Baranje), likovna izložba  belomanastirskog slikara i etnografa Milana Dvornića, koja je bila otvorena od 29. IV. do 5. V. 2006. godine u prostorijama osječkog pododbora SKD  "Prosvjete" (Osijek, Matije Gupca 32).
Izložbu su, pred brojnim posjetiocima, otvorili Goran Sekulić, predsjednik pododbora "Prosvjete", Pero Matić, povjesničar umjetnosti iz Darde, i sam autor Milan Dvornić.
Ukupno je bilo izloženo 18 slika (16 ulja na platnu i 2 tuša), koje prikazuju baranjske narodne običaje (Početak rezidbe; Klep, klep i šareno jaje; Polivači; Uoči Đurđeva; Kraljice; Dojdole; Ivanjski vijenci; Steri platno; Blagoslov; Gruševina; Strašne buše), tradicionalni način oblačenja (Prelje; Čoban u opakliji; Čoban u kabanici; Nove mlade) i tradicionalno graditeljstvo (Peć; Podrum; Švapska kuća).
Organizator je pripremio i katalog izložbe, u kome je - pored umjetnikovog životopisa, popisa slika i ocjene kritičara Mirka Hunjadija - ukratko opisan i običaj prikazan na slici "Klep, klep i šareno jaje", po kojoj je i cijela izložba dobila naziv. U svom izlaganju prof. Matić je istakao da su Dvornićeve žanr-slike, na kojima težište nije na fizionomijama pojedinih likova, nego na fabuli naslikanog običaja, dragocjeni dokumenti Baranje koje više nema, dok su detalji tradicionalne nošnje i graditeljstva naslikani gotovo fotografski vjerno. Prof. Hunjadi pak ističe da promatrač Dvornićevih slika "zastaje pred njima kao pred na tren zaustavljenim kadrom nekog etnofilma. Pritom se vidi da je pejzaž potisnut do sporednog značaja, a naglašena humanistička komponenta: ljudske figure daju živost (i život) ovim prizorima, jer su uronjene u svoju prirodnu sredinu, srasle s njom harmonično."
Izvor:
- J(ovan) N(edić), "Klep, klep i šareno jaje"< "Baranja u Osijeku". Baranjski dom, I, 15, 21 - Beli Manastir, 5-7. V. 2006.